# 2 Łużycka Dywizja Artylerii
2 Łużycka Dywizja Artylerii (2 DA) – związek taktyczny artylerii ludowego Wojska Polskiego.

## Formowanie i zmiany organizacyjne
2 Dywizja Artylerii została sformowana na podstawie rozkazu nr 8 Naczelnego Dowódcy Wojska Polskiego 20 sierpnia 1944 we Włodawie, jako jednostka odwodu Naczelnego Dowództwa WP.  Zaprzysiężenia jednostki dokonano 14 grudnia 1944 we Włodawie. W kwietniu 1945 została włączona do 2 Armii WP, będąc w jej składzie do końca wojny.
Przy dywizji funkcjonował Wojskowy Sąd Polowy 2 Dywizji Artylerii, którego szefem był podporucznik Bolesław Nosowski, a sędziami podporucznicy: Józef Badecki i Wiktor Altschüller.
Zarządzeniem szefa sztabu 2 Armii Wojska Polskiego wyłączono 2 Dywizję Artylerii ze składu wojsk 2 Armii Wojska Polskiego. Dywizja została podporządkowana bezpośrednio Sztabowi Głównemu Wojska Polskiego. Dywizji nakazano wykonać marsz po trasie Międzybórz, Antonin, Ostrów i ześrodkować się w Kaliszu. Ze względu na to, że w Kaliszu nie było warunków odpowiednich do rozlokowania jednostek dywizji, dowódca artylerii Wojska Polskiego zdecydował na miejsce postoju dywizji po powrocie z frontu wyznaczyć Ostrów Wielkopolski.
W piątek 25 maja 1945 na rynku w Ostrowie Wielkopolskim odbyła się uroczystość powitania dywizji wkraczającej do garnizonu. Dywizję witały władze powiatowe i miejskie, przedstawiciele partii politycznych oraz mieszkańcy miasta, a także komendant wojenny miasta Ostrowa, major Feczin. Uroczystość zakończona została defiladą. Wieczorem tego dnia w Teatrze Miejskim odbyła się akademia połączona z rewią, a po niej wieczorek towarzyski, który "zacieśnił serdeczne więzy przyjaźni 2 Dywizji z miastem".
We wrześniu 1945 2 Łużycka Dywizja Artylerii przeformowana została na 12 Łużycką Brygadę Artylerii. Jej brygady przekształcono w 68. i 70 pułki artylerii, oraz 67 pułk artylerii ciężkiej. Samodzielny 6 dywizjon artyleryjskiego rozpoznania pomiarowego wszedł w skład 67 pac. Oprócz tego, z 7 Brygady Artylerii Haubic wydzielono dwa dywizjony artylerii, które wykorzystano do sformowania dwóch pułków artylerii lekkiej dla 15. i 18 DP. Nowo powstała brygada pierwotnie stacjonowała w Ostrowie Wielkopolskim.
Kontynuatorką i spadkobierczynią tradycji 2 Łużyckiej Dywizji Artylerii była 32 Łużycka Szkolna Brygada Artylerii im. gen. broni Bolesława Czarniawskiego w Orzyszu.

## Szlak bojowy
W okresie pomiędzy 20 września 1944 a 18 stycznia 1945 – w przerwach między walkami trwało szkolenie bojowe dywizji.
Przegrupowanie dywizji z Włodawy do Radomia odbyło się po kontrolnym ostrym strzelaniu – pod koniec stycznia 1945 r.
12 lutego 1945 r. podporządkowano dywizję Dowództwu 1 Frontu Białoruskiego i przedyslokowano w rejon Człopy.
W okresie od lutego do pierwszych dni marca 1945 r. Dywizja brała udział w walkach jako wsparcie działań radzieckich armii: 3 Uderzeniowej i 1 Pancernej przy przełamaniu obrony Drawna i podczas działań na wybrzeżu Morza Bałtyckiego.
Do połowy marca 1945 r. dywizja wspierania działania 47 Armii podczas likwidacji przyczółka na wschodnim brzegu Odry pod Dąbiem. Po wykonaniu tego zadania dywizja podporządkowana została Dowództwu 1 Frontu Ukraińskiego. W dniach 23-26 marca 1945 r. przegrupowała się w rejon Zawoni (25 km na północ od Wrocławia). 4 kwietnia 1945 r. otrzymała rozkaz przegrupowania się w rejon Trzebnicy i włączenia w skład 2 Armii Wojska Polskiego. W rejonie Trzebnicy jednostki przygotowywały się do rozpoczęcia operacji berlińskiej.
16 kwietnia 1945 2 Armia Wojska Polskiego rozpoczęła forsowanie Nysy Łużyckiej. Dywizja wspierała działania 2 Armii kładąc ogień artyleryjski na niemieckie stanowiska ogniowe. Po przekroczeniu Nysy Łużyckiej prowadziła działania przełamania obrony rzeki Weißer Schöps i kanału Neugraben.
18 kwietnia 1945 dywizja uczestniczyła w załamaniu uderzenia zgrupowania pancernego feldmarszałka Schörnera w rejonie Wehrkirch. 22 kwietnia – 5 maja 1945 dywizja brała udział w walkach w rejonie Budziszyna, a następnie w operacji praskiej prowadząc działania pościgowe i wspierała ogniem dywizje 2 AWP. Szlak bojowy oddziały 2 Łużyckiej Dywizji Artylerii zakończyły 11 maja 1945 w rejonie Ulbersdorf.
Za udział w walkach została odznaczona następującymi odznaczeniami:
- Krzyż Grunwaldu III klasy
- Order Czerwonego Sztandaru – nadane Rozkazem Dowódcy 2 Armii Wojska Polskiego nr 133 z 3 lipca 1945.

## Struktura
- Dowództwo 2 Dywizji Artylerii
- 6 Brygada Artylerii Lekkiej
- 7 Brygada Artylerii Haubic
- 8 Brygada Artylerii Ciężkiej

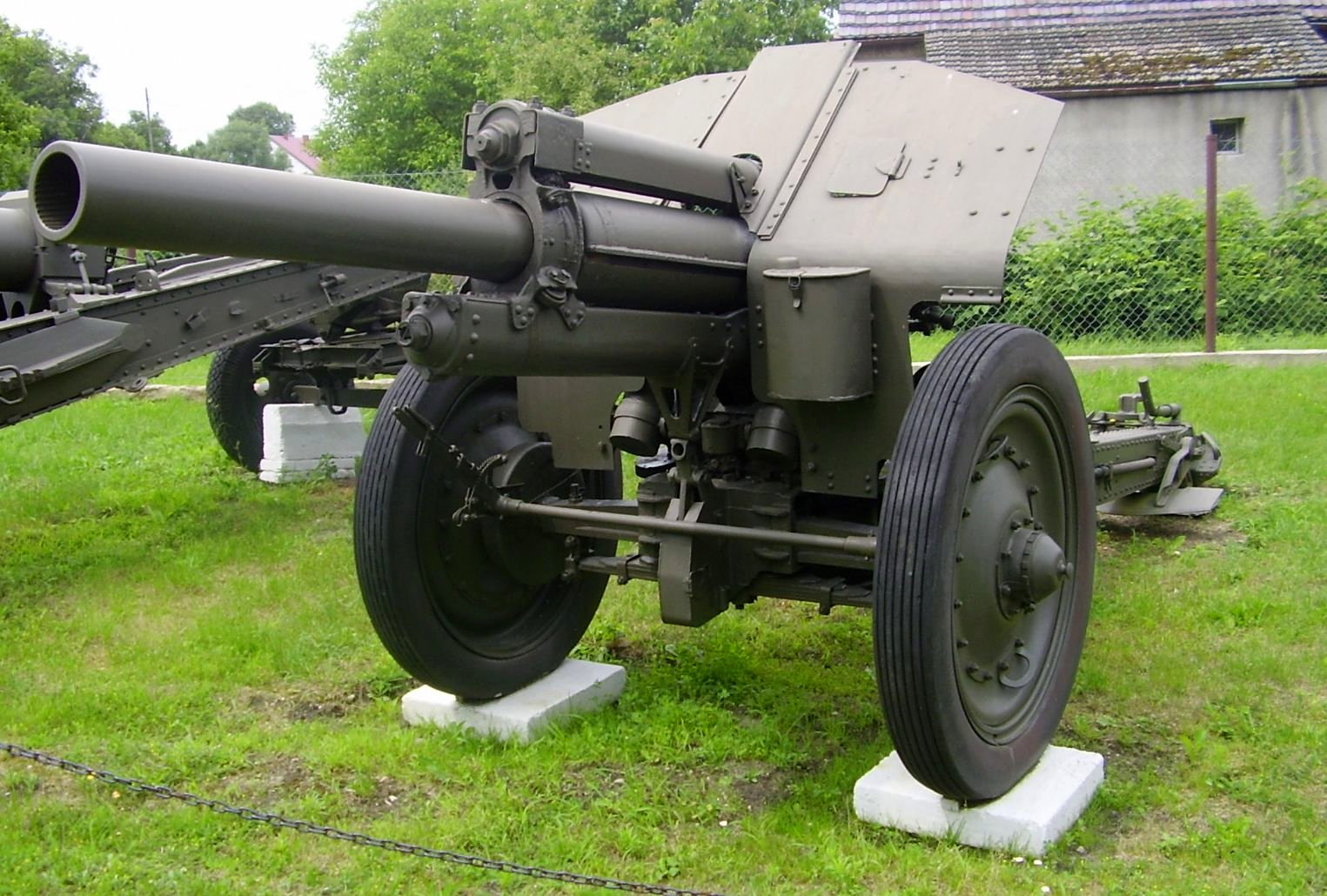
122 mm haubica wz. 1938 (M-30)

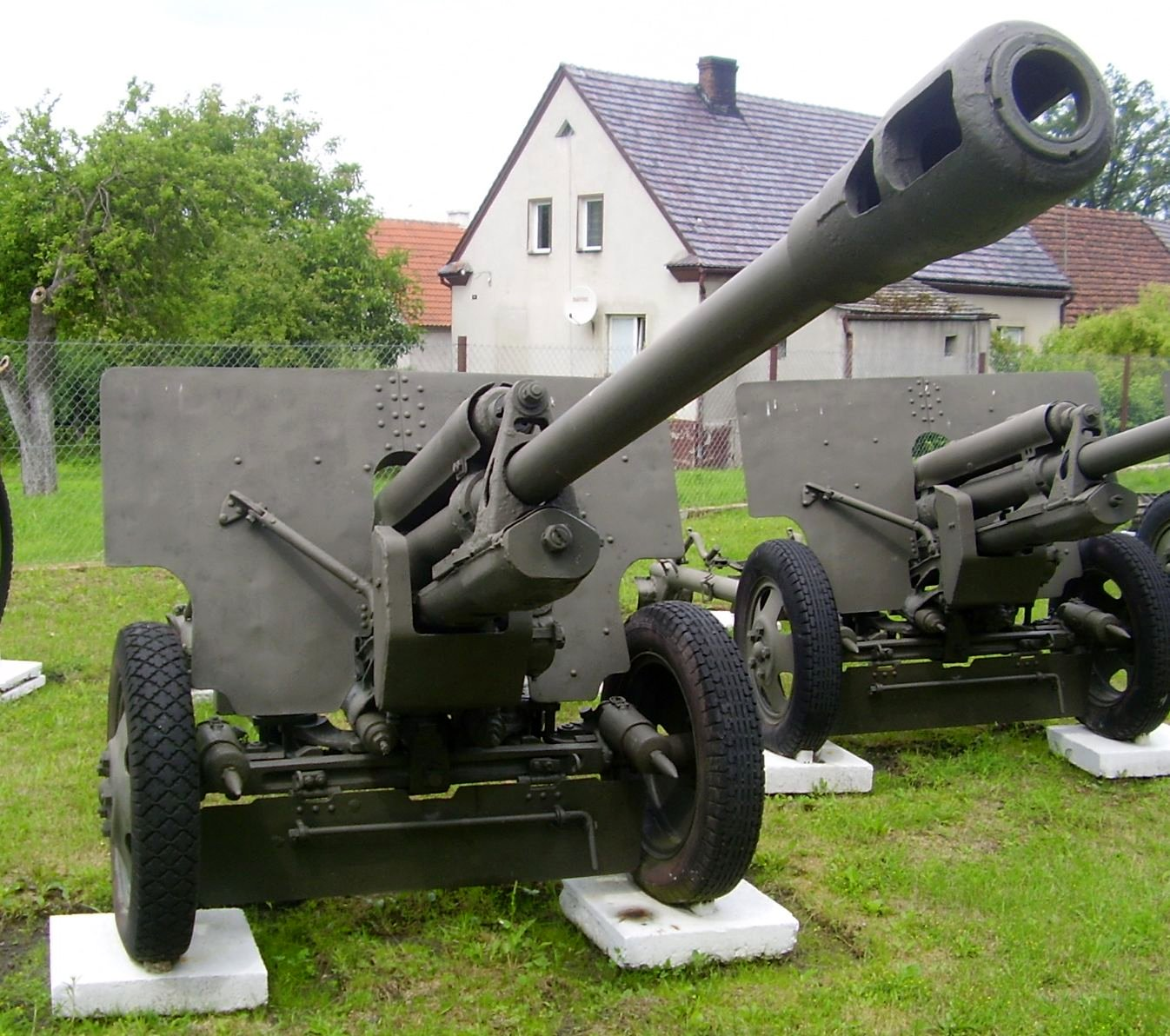
Armata ZIS-3

- 6 samodzielny dywizjon artyleryjskiego rozpoznania pomiarowego
- 4 samodzielny batalion samochodowy
- bateria dowództwa dywizji artylerii
- 5 samodzielna kompania medyczno-sanitarna
- 19 piekarnia polowa
- 26 polowa baza remontu samochodów (26 Ruchome Warsztaty Naprawy Samochodów)
- Ruchome Warsztaty Artyleryjskie dywizji
- Ruchome Warsztaty Mundurowe
- 3068 Wojskowa Stacja Pocztowa
- 1892 Polowa Kasa Banku Państwowego

Stan etatowy, wzorowany na radzieckim etacie dywizji Naczelnego Dowództwa, liczył 5732 żołnierzy, w tym 679 oficerów, 1414 podoficerów i 3639 szeregowych.

### Uzbrojenie i wyposażenie
- 72 armaty 76 mm Zis-3;
- 60 haubic 122 mm;
- 36 haubicoarmat 152 mm
- 3897 kb i kbk;
- 168 rusznic ppanc;
- 85 karabinów maszynowych;
- 534 samochody;
- 45 traktorów.

## Dowództwo dywizji
Obsada dowództwa w czasie wojny:
- Dowódca – gen. bryg. Benedykt Niestorowicz (6 IX 1944 – IX 1945)
- Zastępca dowódcy ds. polityczno-wychowawczych – mjr Marian Czarnota (1 XII 1944 – 1945)
- Szef sztabu – płk Sergiusz Dworiecki (10 IX 1944 – 1945)

## Marsze i działania bojowe
|  |  |  |  |  |

## Kawalerowie Virtuti Militari
Odznaczeni Złotym Krzyżem Orderu Virtuti Militari
1. płk Michał Aguriewski
2. płk Ananiusz Szczadrin

Odznaczeni Srebrnym Krzyżem Orderu Virtuti Militari
1. kpt. Mikołaj Andruszczenko
2. ppor. Teodor Danczenko
3. mjr Aleksander Koreniuk (rez.)
4. gen. bryg. Benedykt Nestorowicz
5. kpt. Mikołaj Osipow
6. por. Władysław Skulski (rez.)
7. ppor. Stefan Somla
8. bomb. Bazyli Starczewski
9. ppor. Aleksander Szaniak
10. por. Mikołaj Szymański